# 埃尔德岩
埃尔德岩是位于冰岛西南部的一座无人居住的小岛，距雷恰角半岛约16公里，面积约3公顷，最高点高出海面77米。其陡峭的悬崖上有大量海鸟栖息，是世界上最大的北鲣鸟栖息地之一。